# Фалстаф (Джузепе Верди)
„Фалстаф“ е опера, композирана от италианския композитор Джузепе Верди.

## Действащи лица
- Сър Джон Фалстаф – /баритон/,
- Форд – /баритон/,
- Алиса – негова жена /сопран/
- Нанета (Енхен) – тяхна дъщеря /сопран/,
- Фентон – /тенор/,
- Доктор Каюс – /тенор/,
- Бардолф и Пистол – прислужници на Фалстаф /тенор и бас/,
- Мисис Мег Пейдж – /мецосопран/,
- Мисис Квикли – /мецосопран/,
- Робин – паж на Форд.

## Действие
Дейстието се развива в Уиндзор, Англия, по време на царуването на Хенри IV в началото XV век.

## История около операта
През 1890 г. Верди се запознава с либретото на Ариго Бойто „Фалстаф“ по сюжет на Шекспировата комедия „Веселите уиндзорки“. Премиерата е на 9 февруари 1893 г. в миланския театър „Ла Скала“.
Това преставление става едно импровизирано честване на 80-годишния творец.